# هدش
هَدَش یا هاداش (به عبری:  חד"ש، به معنای نوین) مخفف جبهۀ دموکراتیک صلح و برابری (به عبری: הַחֲזִית הַדֶּמוֹקְרָטִית לְשָׁלוֹם וּלְשִׁוְיוֹן؛ با حروف لاتین: HaHazit HaDemokratit LeShalom uLeShivion) در زبان عبری است که در عربی الجبهة (به عربی: الجبهة الديمقراطية للسلام والمساواة) نامیده می‌شود. هدش یک ائتلاف سیاسی چپ و چپ رادیکال در اسرائیل است که از حزب کمونیست اسرائیل و چند گروه چپ‌گرای دیگر شکل گرفته‌است.